# Cranichis ciliilabia
Cranichis ciliilabia är en orkidéart som beskrevs av Charles Schweinfurth. Cranichis ciliilabia ingår i släktet Cranichis, och familjen orkidéer. Inga underarter finns listade i Catalogue of Life.